# Kim Jin-kyu (calciatore 1997)
Kim Jin-kyu (김진규?; Pohang, 24 febbraio 1997) è un calciatore sudcoreano, centrocampista del Jeonbuk Hyundai.

## Caratteristiche tecniche
È un centrocampista offensivo.

## Carriera

### Club
Ha giocato nella prima divisione sudcoreana.

### Nazionale
Ha giocato numerose partite con le varie nazionali giovanili sudcoreane.
Nel 2021 viene convocato dalla nazionale olimpica sudcoreana per prendere parte alle Olimpiadi di Tokyo. Debutta il 25 luglio in occasione del match vinto 4-0 contro la Romania.

## Statistiche
Statistiche aggiornate al 28 luglio 2021.

### Presenze e reti nei club
| Stagione        | Squadra         | Campionato      | Campionato | Campionato | Coppe nazionali | Coppe nazionali | Coppe nazionali | Coppe continentali | Coppe continentali | Coppe continentali | Altre coppe | Altre coppe | Altre coppe | Totale | Totale | Totale |
| Stagione        | Squadra         | Comp            | Pres       | Reti       | Comp            | Pres            | Reti            | Comp               | Pres               | Reti               | Comp        | Pres        | Reti        | Pres   | Reti   |        |
| --------------- | --------------- | --------------- | ---------- | ---------- | --------------- | --------------- | --------------- | ------------------ | ------------------ | ------------------ | ----------- | ----------- | ----------- | ------ | ------ | ------ |
| 2015            | Busan IPark     | KL1             | 14+1       | 1+0        | CC              | 0               | 0               |                    | -                  | -                  |             | -           | -           | 15     | 1      |        |
| 2016            | Busan IPark     | KL2             | 6          | 0          | CC              | 1               | 0               |                    | -                  | -                  |             | -           | -           | 7      | 0      |        |
| 2017            | Busan IPark     | KL2             | 10         | 0          | CC              | 1               | 0               |                    | -                  | -                  |             | -           | -           | 11     | 0      |        |
| 2018            | Busan IPark     | KL2             | 32+2       | 7+1        | CC              | 1               | 0               |                    | -                  | -                  |             | -           | -           | 35     | 8      |        |
| 2019            | Busan IPark     | KL2             | 32+2       | 4+0        | CC              | 0               | 0               |                    | -                  | -                  |             | -           | -           | 34     | 4      |        |
| 2020            | Busan IPark     | KL1             | 8          | 1          | CC              | 0               | 0               |                    | -                  | -                  |             | -           | -           | 8      | 1      |        |
| 2021            | Busan IPark     | KL1             | 15         | 2          | CC              | 0               | 0               |                    | -                  | -                  |             | -           | -           | 15     | 2      |        |
| Totale carriera | Totale carriera | Totale carriera | 122        | 16         |                 | 3               | 0               |                    | -                  | -                  |             | -           | -           | 125    | 16     |        |